# Sportliche Vereinigung Blau-Weiß 1890 1991-1992
Questa voce raccoglie le informazioni riguardanti il Sportliche Vereinigung Blau-Weiß 1890 nelle competizioni ufficiali della stagione 1991-1992.

## Stagione
Nella stagione 1991-1992 il Blau-Weiss Berlin, allenato da Uwe Klimaschefski e Wolfgang Metzler, concluse il campionato di 2. Bundesliga al 10º posto. In Coppa di Germania il Blau-Weiss Berlin fu eliminato ai Primo turno dallo Türkiyemspor Berlino.

## Rosa
| N. |                     | Ruolo | Calciatore        |
| -- | ------------------- | ----- | ----------------- |
|    | Germania (bandiera) | P     | Holger Gehrke     |
|    | Germania (bandiera) | P     | Sven Weigang      |
|    | Germania (bandiera) | D     | Thomas Kluge      |
|    | Germania (bandiera) | D     | Waldemar Ksienzyk |
|    | Germania (bandiera) | D     | Dirk Kunert       |
|    | Germania (bandiera) | D     | Dirk Muschiol     |
|    | Germania (bandiera) | D     | Christian Niebel  |
|    | Germania (bandiera) | D     | Michael Schmidt   |
|    | Germania (bandiera) | C     | Dietmar Drabow    |
|    | Germania (bandiera) | C     | Peter Gartmann    |
|    | Germania (bandiera) | C     | Stefan Jambo      |
|    | Germania (bandiera) | C     | Mark Jonekeit     |
|    | Germania (bandiera) | C     | Andreas Joppien   |

| N. |                      | Ruolo | Calciatore            |
| -- | -------------------- | ----- | --------------------- |
|    | Germania (bandiera)  | C     | Jens König            |
|    | Germania (bandiera)  | C     | Eike Küttner          |
|    | Rep. Ceca (bandiera) | C     | Stanislav Levý        |
|    | Germania (bandiera)  | C     | Andreas Löbmann       |
|    | Germania (bandiera)  | C     | Jürgen Mohr           |
|    | Germania (bandiera)  | C     | Andreas Winkler       |
|    | Germania (bandiera)  | A     | René Deffke           |
|    | Germania (bandiera)  | A     | Torsten Joppien       |
|    | Argentina (bandiera) | A     | Sergio Maciel         |
|    | Germania (bandiera)  | A     | Werner Rank           |
|    | Cipro (bandiera)     | A     | Rainer Rauffmann      |
|    | Germania (bandiera)  | A     | Thorsten Schlumberger |

## Organigramma societario
Area tecnica
- Allenatore: Dieter Fietz
- Allenatore in seconda:
- Preparatore dei portieri:
- Preparatori atletici:

## Calciomercato

### Sessione estiva
| Acquisti | Acquisti          | Acquisti                 | Acquisti |
| R.       | Nome              | da                       | Modalità |
| -------- | ----------------- | ------------------------ | -------- |
| D        | Thomas Kluge      | Eisenhüttenstädter Stahl |          |
| C        | Jens König        | Erzgebirge Aue           |          |
| D        | Waldemar Ksienzyk | BFC Dynamo               |          |
| C        | Eike Küttner      | BFC Dynamo               |          |
| C        | Andreas Löbmann   | Young Boys               |          |
| A        | Sergio Maciel     | Homburg                  |          |
| C        | Jürgen Mohr       | Servette                 |          |

| Cessioni | Cessioni            | Cessioni             | Cessioni |
| R.       | Nome                | a                    | Modalità |
| -------- | ------------------- | -------------------- | -------- |
| A        | Thomas Adler        | Uerdingen 05         |          |
| A        | Damir Bujan         | Meppen               |          |
| D        | Alexander Kutschera | Uerdingen 05         |          |
| A        | Goran Markov        | Türkiyemspor Berlino |          |
| C        | Thomas Motzke       | Monaco 1860          |          |
| D        | Helmut Rahner       | Uerdingen 05         |          |
| A        | Michael Steffen     | Stahl Brandeburgo    |          |

### Sessione invernale
| Acquisti | Acquisti | Acquisti | Acquisti |
| R.       | Nome     | da       | Modalità |
| -------- | -------- | -------- | -------- |

| Cessioni | Cessioni | Cessioni | Cessioni |
| R.       | Nome     | a        | Modalità |
| -------- | -------- | -------- | -------- |

## Risultati

### 2. Bundesliga

#### Girone di andata
| Arbitro: | Mierswa |

|                                                        |           |                       |
| Levý 8’ Schlumberger 21’ Rauffmann 48’, 76’ Maciel 64’ | Marcatori | 55’ Tilner 70’ Gemein |

| Oldenburg 4 agosto 1991, ore 15:00 CEST 2ª giornata | Oldenburg | 0 – 0 referto | Blau-Weiß Berlin | Marschweg-Stadion (12 000 spett.)\| Arbitro: \| Fux \| |
| Arbitro:                                            | Fux       |               |                  |                                                        |

| Arbitro: | Schäfer |

|            |           |              |
| Deffke 46’ | Marcatori | 73’ Steubing |

| Arbitro: | Pohlmann |

|                        |           |  |
| Driller 43’ Sailer 64’ | Marcatori |  |

| Arbitro: | Föckler |

|                       |           |  |
| Maciel 14’ Kunert 21’ | Marcatori |  |

| Arbitro: | Neuner |

|           |           |           |
| Gries 53’ | Marcatori | 28’ Kluge |

| Arbitro: | Müller |

|                               |           |          |
| Löbmann 30’ Maciel 49’ (rig.) | Marcatori | 55’ Aden |

| Arbitro: | Berg |

|                      |           |                  |
| Azima 9’ Lottner 87’ | Marcatori | 37’ Schlumberger |

| Arbitro: | Habermann |

|            |           |  |
| Niebel 11’ | Marcatori |  |

| Arbitro: | Funken |

|              |           |            |
| Golombek 61’ | Marcatori | 37’ Maciel |

| Arbitro: | Fleischer |

|                                 |           |                    |
| Niebel 56’ Jambo 62’ Drabow 83’ | Marcatori | 24’ (rig.) Janotta |

#### Girone di ritorno
| Arbitro: | Hauer |

|                          |           |  |
| Bridaitis 25’ Kessen 53’ | Marcatori |  |

| Arbitro: | Kentsch |

|                            |           |                       |
| Kluge 38’ Löbmann 75’, 82’ | Marcatori | 16’ Rusayev 83’ Zając |

| Arbitro: | Frey |

|                        |           |  |
| Jursch 39’ Weiland 70’ | Marcatori |  |

| Arbitro: | Werthmann |

|             |           |                                           |
| Löbmann 73’ | Marcatori | 5’, 19’, 78’ Sailer 9’ Acosta 33’ Driller |

| Arbitro: | Weber |

|                          |           |           |
| Bujan 77’ Długajczyk 88’ | Marcatori | 50’ Jambo |

| Arbitro: | Wittke |

|  |           |                                          |
|  | Marcatori | 24’ Schlegel 80’ Kretschmer 89’ Lünsmann |

| Arbitro: | Domurat |

|                           |           |  |
| Holze 46’ Buchheister 77’ | Marcatori |  |

| Arbitro: | Strampe |

|                              |           |            |
| Schlumberger 37’, 67’ (rig.) | Marcatori | 45’ Kontny |

| Arbitro: | Mölm |

|                       |           |  |
| Peschke 34’ Adler 90’ | Marcatori |  |

| Arbitro: | Theobald |

|                       |           |                                      |
| Niebel 11’ Deffke 89’ | Marcatori | 38’ Voigt 64’, 83’ Klaus 77’ Wollitz |

| Arbitro: | Blüthgen |

|             |           |                                    |
| Janotta 18’ | Marcatori | 13’ Löbmann 28’ Küttner 55’ Deffke |

### 2. Bundesliga

#### Girone di andata
| Arbitro: | Malbranc |

|                           |           |                           |
| Zschiedrich 18’ Jován 80’ | Marcatori | 23’ Schlumberger 58’ Rank |

| Arbitro: | Lehnardt |

|  |           |                      |
|  | Marcatori | 49’ Strogies 82’ Lux |

| Arbitro: | Kuhn |

|               |           |             |
| Rauffmann 81’ | Marcatori | 69’ Wollitz |

| Arbitro: | Kiefer |

|                        |           |  |
| Tilner 65’ Pröpper 83’ | Marcatori |  |

| Arbitro: | Fleischer |

|  |           |                    |
|  | Marcatori | 43’ (rig.) Seufert |

| Arbitro: | Richmann |

|                        |           |  |
| Drabow 36’ Küttner 82’ | Marcatori |  |

| Arbitro: | Birlenbach |

|               |           |                                   |
| Aden 31’, 32’ | Marcatori | 45’ Rauffmann 51’ Levý 61’ Drabow |

| Arbitro: | Müller |

|           |           |            |
| Klaus 39’ | Marcatori | 6’ Winkler |

| Arbitro: | Birlenbach |

|                                 |           |                         |
| Drabow 12’ (rig.) Rauffmann 79’ | Marcatori | 23’, 51’ (rig.) Pröpper |

| Arbitro: | Kiefer |

|  |           |               |
|  | Marcatori | 59’ Rauffmann |

### Coppa di Germania
| Arbitro: | Koop |

|                     |           |            |
| Konrad 56’ Akça 81’ | Marcatori | 69’ Maciel |

## Statistiche

### Statistiche di squadra
| Competizione      | Punti | In casa | In casa | In casa | In casa | In casa | In casa | In trasferta | In trasferta | In trasferta | In trasferta | In trasferta | In trasferta | Totale | Totale | Totale | Totale | Totale | Totale | DR  |
| Competizione      | Punti | G       | V       | N       | P       | Gf      | Gs      | G            | V            | N            | P            | Gf           | Gs           | G      | V      | N      | P      | Gf     | Gs     | DR  |
| ----------------- | ----- | ------- | ------- | ------- | ------- | ------- | ------- | ------------ | ------------ | ------------ | ------------ | ------------ | ------------ | ------ | ------ | ------ | ------ | ------ | ------ | --- |
| 2. Bundesliga     | 20    | 11      | 7       | 1       | 3       | 22      | 20      | 11           | 1            | 3            | 7            | 7            | 17           | 22     | 8      | 4      | 10     | 29     | 37     | -8  |
| 2. Bundesliga     | -     | 5       | 1       | 2       | 2       | 5       | 6       | 5            | 2            | 2            | 1            | 7            | 7            | 10     | 3      | 4      | 3      | 12     | 13     | -1  |
| Coppa di Germania | -     | 0       | 0       | 0       | 0       | 0       | 0       | 1            | 0            | 0            | 1            | 1            | 2            | 1      | 0      | 0      | 1      | 1      | 2      | -1  |
| Totale            | 20    | 16      | 8       | 3       | 5       | 27      | 26      | 17           | 3            | 5            | 9            | 15           | 26           | 33     | 11     | 8      | 14     | 42     | 52     | -10 |

### Andamento in campionato
| Giornata  | 1 | 2 | 3 | 4 | 5 | 6 | 7 | 8 | 9 | 10 | 11 | 12 | 13 | 14 | 15 | 16 | 17 | 18 | 19 | 20 | 21 | 22 |
| --------- | - | - | - | - | - | - | - | - | - | -- | -- | -- | -- | -- | -- | -- | -- | -- | -- | -- | -- | -- |
| Luogo     | C | T | C | T | C | T | C | T | C | T  | C  | T  | C  | T  | C  | T  | C  | T  | C  | T  | C  | T  |
| Risultato | V | N | N | P | V | N | V | P | V | N  | V  | P  | V  | P  | P  | P  | P  | P  | V  | P  | P  | V  |
| Posizione | 1 | 2 | 3 | 5 | 3 | 3 | 3 | 4 | 3 | 1  | 1  | 3  | 3  | 4  | 6  | 7  | 7  | 9  | 8  | 10 | 10 | 10 |

Legenda:

Luogo: C = Casa; T = Trasferta. Risultato: V = Vittoria; N = Pareggio; P = Sconfitta.

### Statistiche dei giocatori
| Giocatore       | 2. Bundesliga | 2. Bundesliga | 2. Bundesliga | 2. Bundesliga | Coppa di Germania | Coppa di Germania | Coppa di Germania | Coppa di Germania | Totale   | Totale | Totale      | Totale     |
| Giocatore       | Presenze      | Reti          | Ammonizioni   | Espulsioni    | Presenze          | Reti              | Ammonizioni       | Espulsioni        | Presenze | Reti   | Ammonizioni | Espulsioni |
| --------------- | ------------- | ------------- | ------------- | ------------- | ----------------- | ----------------- | ----------------- | ----------------- | -------- | ------ | ----------- | ---------- |
| R. Deffke       | 16            | 3             | 2             | 0             | 1                 | 0                 | 0                 | 0                 | 17       | 3      | 2           | 0          |
| D. Drabow       | 19            | 1             | 4             | 0             | 1                 | 0                 | 0                 | 0                 | 20       | 1      | 4           | 0          |
| P. Gartmann     | 3             | 0             | 1             | 0             | 0                 | 0                 | 0                 | 0                 | 3        | 0      | 1           | 0          |
| H. Gehrke       | 21            | 0             | 1             | 0             | 1                 | 0                 | 0                 | 0                 | 22       | 0      | 1           | 0          |
| S. Jambo        | 15            | 2             | 1             | 0             | 1                 | 0                 | 0                 | 0                 | 16       | 2      | 1           | 0          |
| M. Jonekeit     | 0             | 0             | 0             | 0             | 0                 | 0                 | 0                 | 0                 | 0        | 0      | 0           | 0          |
| A. Joppien      | 0             | 0             | 0             | 0             | 0                 | 0                 | 0                 | 0                 | 0        | 0      | 0           | 0          |
| T. Joppien      | 5             | 0             | 0             | 0             | 0                 | 0                 | 0                 | 0                 | 5        | 0      | 0           | 0          |
| T. Kluge        | 22            | 2             | 2             | 0             | 1                 | 0                 | 0                 | 0                 | 23       | 2      | 2           | 0          |
| W. Ksienzyk     | 5             | 0             | 1             | 0             | 0                 | 0                 | 0                 | 0                 | 5        | 0      | 1           | 0          |
| D. Kunert       | 10            | 1             | 0             | 0             | 1                 | 0                 | 0                 | 0                 | 11       | 1      | 0           | 0          |
| J. König        | 14            | 0             | 2             | 0             | 1                 | 0                 | 0                 | 0                 | 15       | 0      | 2           | 0          |
| E. Küttner      | 5             | 1             | 0             | 0             | 0                 | 0                 | 0                 | 0                 | 5        | 1      | 0           | 0          |
| S. Levý         | 13            | 1             | 4             | 1             | 1                 | 0                 | 0                 | 1                 | 14       | 1      | 4           | 2          |
| A. Löbmann      | 18            | 5             | 1             | 0             | 0                 | 0                 | 0                 | 0                 | 18       | 5      | 1           | 0          |
| S. Maciel       | 10            | 4             | 1             | 0             | 1                 | 1                 | 0                 | 0                 | 11       | 5      | 1           | 0          |
| J. Mohr         | 15            | 0             | 1             | 0             | 1                 | 0                 | 0                 | 0                 | 16       | 0      | 1           | 0          |
| D. Muschiol     | 9             | 0             | 2             | 0             | 0                 | 0                 | 0                 | 0                 | 9        | 0      | 2           | 0          |
| C. Niebel       | 22            | 3             | 3             | 0             | 0                 | 0                 | 0                 | 0                 | 22       | 3      | 3           | 0          |
| W. Rank         | 0             | 0             | 0             | 0             | 0                 | 0                 | 0                 | 0                 | 0        | 0      | 0           | 0          |
| R. Rauffmann    | 10            | 2             | 0             | 0             | 1                 | 0                 | 0                 | 0                 | 11       | 2      | 0           | 0          |
| T. Schlumberger | 20            | 4             | 4             | 0             | 1                 | 0                 | 0                 | 0                 | 21       | 4      | 4           | 0          |
| M. Schmidt      | 19            | 0             | 1             | 0             | 1                 | 0                 | 0                 | 0                 | 20       | 0      | 1           | 0          |
| S. Weigang      | 1             | 0             | 0             | 0             | 0                 | 0                 | 0                 | 0                 | 1        | 0      | 0           | 0          |
| A. Winkler      | 9             | 0             | 1             | 0             | 0                 | 0                 | 0                 | 0                 | 9        | 0      | 1           | 0          |